# Districtul El Kouif
El Kouif este un district din provincia Tébessa, Algeria.